# スリランカ最高裁判所
スリランカ最高裁判所（スリランカさいこうさいばんしょ、シンハラ語: ශ්‍රී ලංකා ශ්‍රේෂ්ඨාධිකරණය, タミル語: இலங்கை உயர் நீதிமன்றம், 英語: Supreme Court of Sri Lanka）は、スリランカの最高裁判所。イギリス植民地時代の1801年に設置され、現在はスリランカ憲法によって最上級裁判所に定められている。スリランカ法は英米法体系と大陸法体系の両方が混在している。

## 歴史
1801年4月18日、「セイロン島に最高裁判所を設置する国王ジョージ3世の特許」によって設置。1833年には新しい特許状によって管轄地域が島内全域に変更された。その後、自治領憲法が制定された1948年、スリランカ憲法が制定された1972年にそれぞれ憲法上の地位を得た。
2020年12月15日には裁判所庁舎で火災が発生。のちに鎮火された。

## 構成

### 定員
最高裁判所判事の人数は7人以上10人以下と定められており、憲法委員会の推薦によって大統領が任命する。
最高裁判所長官には儀礼称号として「オナラブル・ジャスティス」が与えられる。

### 任命と承認
スリランカ大統領が最高裁判所判事の任命・罷免権限を有する。最高裁判事の任命は、国会議長、野党党首などによって構成される憲法委員会による助言に基づいて行われる（2019年までは憲法委員会の同意が必要であったが、第20次改正によって簡略化された）。2001年10月3日から2011年の間も、大統領は憲法委員会からの同意なしに判事の任命が可能だった。また、最高裁判事は憲法または大統領の許可なしに他の職を兼ねることは認められていない。

### 任期
健康上または素行上の問題がない限り、最高裁判所判事は憲法に定められた定年まで務めることができる。ただし、国会の承認に基づいて大統領が罷免することは可能である。

## 庁舎

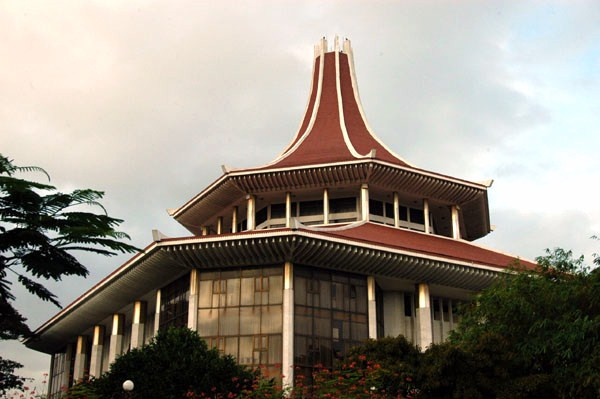
最高裁判所庁舎

庁舎はスリランカの旧首都であるコロンボに位置する。1989年に中国政府の支援によって建設され、2015年に改修工事が行われた。
2020年12月15日午後4時45分、スリランカ最高裁判所庁舎1階の倉庫から出火した。この火災の消火のため、9台以上の消防車が出動した。幸いにも、この火災による死者・負傷者はいなかった。